# 皮圣居尔米耶
皮圣居尔米耶（法語：Puy-Saint-Gulmier，法語發音：[pɥi sɛ̃ ɡylmje]）是法国多姆山省的一个市镇，属于里永区。

## 地理
皮圣居尔米耶（45°47'28"N, 2°37'40"E）面积20.19 平方千米，位于法国奥弗涅-罗讷-阿尔卑斯大区多姆山省，该省份为法国中南部省份，北起阿列省接壤，东临卢瓦尔省，南至上盧瓦爾省和康塔爾省，西接科雷兹省和克勒兹省。
与皮圣居尔米耶接壤的市镇（或旧市镇、城区）包括：孔布拉耶、普龙迪讷、圣艾蒂安德尚、圣伊莱尔莱蒙日、索瓦尼亚。
皮圣居尔米耶的时区为UTC+01:00、UTC+02:00（夏令时）。

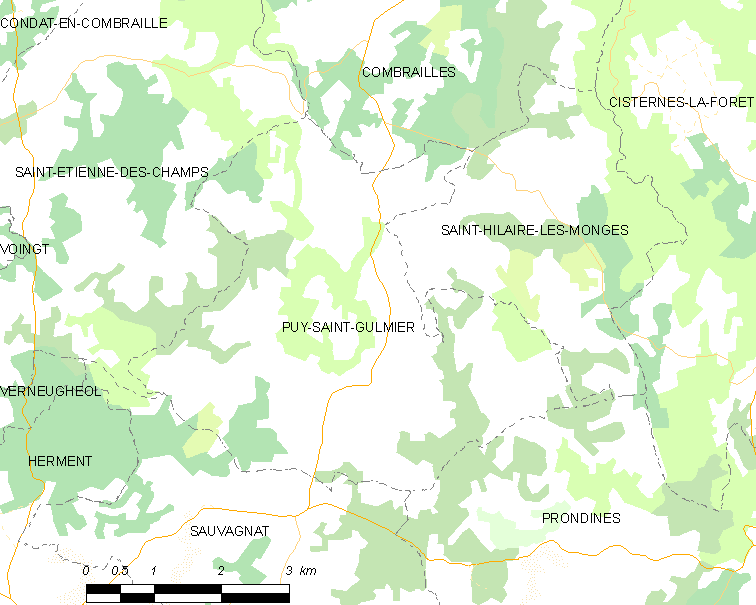
皮圣居尔米耶的OSM定位图

## 行政
皮圣居尔米耶的邮政编码为63470，INSEE市镇编码为63292。

## 政治
皮圣居尔米耶所属的省级选区为圣乌尔斯县。

## 人口

1962-2008年间皮圣居尔米耶人口变化图示

皮圣居尔米耶于2022年1月1日时的人口数量为138人。